# Cecil (Wisconsin)
Cecil – wieś w Stanach Zjednoczonych, w stanie Wisconsin, w hrabstwie Shawano.